# Cophixalus nexipus
Cophixalus nexipus es una especie de anfibio anuro de la familia Microhylidae.

## Distribución geográfica
Esta especie es endémica del Monte Obree en la provincia central de Papúa Nueva Guinea. Habita entre los 1800 y 2000 m de altitud.

## Publicación original
- Kraus, 2012 : Papuan frogs of the genus Cophixalus (Anura: Microhylidae): new synonyms, new species, and a dichotomous key. Zootaxa, n.º 3559, p. 1-36.[3]